# Короппи (озеро)
Ко́роппи — озеро на территории Ребольского сельского поселения Муезерского района Республики Карелия.

## Общие сведения
Площадь озера — 16,2 км², площадь бассейна — 316 км². Располагается на высоте 172,7 метров над уровнем моря.
Форма озера лопастная, продолговатая, вытянуто с северо-запада на юго-восток. Берега озера каменисто-песчаные, местами заболоченные.
В северо-западной оконечности озеро протокой сообщается со озером Мяндуярви, в которое втекают воды из озёр Чураниярви, Тахкоярви, Лагно и Большое Шиманиярви.
Также на северо-западе в зеро втекают два безымянных ручья, текущих из озёр Хюроярви и Пагакала.
С востока в озеро втекает безымянный ручей, текущий из озера Агмъярви.
В юго-восточную оконечность озера втекает безымянный ручей, текущий из озера Чакки.
С запада вытекает одноимённая река, впадающая в озеро Тулос.
В озере около двадцати островов, однако их количество может варьироваться в зависимости от уровня воды.
Населённые пункты возле озера отсутствуют. По данным на 1926 год, в Туливарском сельсовете, входящим в Ребольский район, была деревня Короппиозеро (Koroppi). 
В XXI веке ближайшая деревня Колвасозеро расположена в 17 км к северу от озера. Озеро расположено в пятнадцати километрах от Российско-финляндской границы.
Код водного объекта в государственном водном реестре — 01050000111102000011042.